# Исајас Афеверки
Исајас Афеверки (ኢሳይያስ ኣፈወርቂ, рођен 2. фебруара 1946) је еритрејски политичар, председник и диктатор Еритреје од 1993. године. Дуги низ година био је вођа Еритрејског народноослободилачког фронта, који се борио за независност Еритреје од Етиопије. Своју политичку опозицију је ухапсио и они се тренутно налазе у Еритрејевим логорима. Осмог јуна 2016. године УН је донео закључак да влада Еритреје врши злочин против човечности.

## Биографија
Рођен је 2. фебруара 1946. године у Асмари. Године 1966, придружио се борцима Еритрејског ослободилачког фронта (ЕОФ), а наредне године послан је у Кину на напредне војне обуке. Четири године касније, био је именован је за команданта у војсци ЕОФ-а.
Међутим, због идеолошких и стратешких разлика, он и мала група бораца одвојили су се од ЕОФ-а и основали герилску групу названу Еритрејски народноослободилачки фронт (ЕНОФ). Пошто им је опстанак био угрожен постојањем ЕОФ-а, ЕНОФ се удружио са двема групама које су се ранијуе биле отцепиле од ЕОФ-а, ПЛФ на челу са Османом Салехом Сабеом и Обел.
Године 1976, ЕНОФ се одвојио од Сабеове групе која је потписала споразум са ЕОФ-ом (Картумски споразум). Исајас Афеверки био је вођа ЕНОФ-а током дуге борбе која је завршила проглашењем независности после 30 година оружане борбе, 1991. године.
У априлу 1993. године, одржан је референдум о независности под надзором Уједињених нација и наредног месеца Еритреја је прогласила независност. ЕНОФ је преименован у Народни фронт за демократију и правду фебруара 1994. године, као део припрема да се организује као политичка партија у Еритреји. Након што је независност Еритреје де факто постигнута 1991. године и де јуре 1993. године након референдума, Афеверки је постао први председник државе. Током првих година његове владавине, све су институције власти биле оформљене и стављене у функцију.
Међутим, због чињенице да се Еритреја налазила у ратним условима као последица нерешених граничних сукоба са Етиопијом од 1998. године, скица еритрејског устава и његова примена стављене су на чекање на неодређено време. Рат са Етиопијом завршио је потписивањем мировног споразума у Алжиру 12. децембра 2000. године.